# 펠트키르헨군

펠트키르헨군의 위치

펠트키르헨군(독일어: Bezirk Feldkirchen)은 오스트리아 케른텐주에 위치한 군으로 행정 중심지는 펠트키르헨임케른텐이며 면적은 558.6km2, 인구는 30,162명(2024년 기준), 인구 밀도는 54명/km2이다. 북쪽으로는 슈타이어마르크주 무라우군, 동쪽으로는 장크트파이트안데어글란군, 남동쪽으로는 클라겐푸르트, 남쪽으로는 클라겐푸르트란트군, 남서쪽으로는 필라흐, 필라흐란트군, 서쪽으로는 슈피탈안데어드라우군과 접한다.

## 하위 행정 구역
1개 도시, 9개 일반 시를 관할한다.
- 도시
  - 펠트키르헨임케른텐(Feldkirchen in Kärnten)
- 일반 시
  - 알베크(Albeck)
  - 글라네크(Glanegg)
  - 그네자우(Gnesau)
  - 히멜베르크(Himmelberg)
  - 오시아흐(Ossiach)
  - 라이헤나우(Reichenau)
  - 장크트우르반(Sankt Urban)
  - 슈타인도르프암오시아허제(Steindorf am Ossiacher See)
  - 슈토이어베르크(Steuerberg)